# BLS AlpTransit
Die BLS AlpTransit AG (BLS AT) war eine Tochtergesellschaft der BLS AG mit Sitz in Thun und Aussenstellen in Frutigen, Blausee-Mitholz und Steg VS. Sie wurde 2009 zur BLS Netz AG umfirmiert.

## Geschichte
Der Verwaltungsrat der BLS beschloss am 19. Februar 1993 die Gründung des Unternehmens als hundertprozentige Tochtergesellschaft. Das Unternehmen wurde am 8. Juni 1993 mit einem Aktienkapital von 100.000 Franken gegründet. Der Zweck des Unternehmens war, die Lötschbergachse als westlichen Teil der Neuen Eisenbahn-Alpentransversale zu bauen.
Am 1. September 1993 wurde dem Unternehmen vom Bund die Bauherrenverantwortung übertragen. Am 4. Oktober gleichen Jahres folgte die Submission zweier Sondierstollen, am 8. Dezember wurde eine Vereinbarung zwischen Bund und BLS für den Bau des Lötschbergtunnels unterzeichnet. Am 28. Februar 1994 reichte das Unternehmen das Vorprojekt für den Lötschberg-Basistunnel beim Bundesamt für Verkehr ein. Zum 1. Januar 2000 verlegte das Unternehmen seinen Sitz von Bern nach Thun.
33 Personen kümmerten sich um Studien, Planung, Ausschreibeverfahren, Vergaben, Bauaufsicht und Öffentlichkeitsarbeit im Zusammenhang mit Projektierung und Bau des Lötschberg-Basistunnels und dessen Zufahrtsstrecken, so zum Beispiel der Tagbautunnel Engstlige bei Frutigen und die Rhonebrücken von Raron vor dem Südportal. Das Unternehmen wurde von Peter Teuscher geführt. Die Gesellschaft war als Bauherrin gegenüber dem Bund verantwortlich für die Einhaltung der Termine und Budgets. Diesen Zweck hat sie mit der Inbetriebnahme des Tunnels im Jahre 2007 erfüllt. 
Der Bund hatte den Basistunnel finanziert, ausserdem basierte auch die Finanzierung der übrigen BLS-Infrastruktur inzwischen mehrheitlich auf Bundesmitteln, weshalb er verlangte, dass das Infrastruktureigentum in eine Gesellschaft übergehe, die mehrheitlich in seinem Besitze sei. Zu diesem Zweck wurde BLS Alp Transit zu BLS Netz AG umfirmiert und Darlehen des Bundes sowie des Kantons Bern in Eigenkapital umgewandelt, was dem Bund die Aktienmehrheit verschaffte. Neben dem bereits im Eigentum dieses Unternehmens befindlichen Basistunnel wurde auch die gesamte übrige Infrastruktur der Muttergesellschaft BLS AG, deren Aktien mehrheitlich im Besitz des Kantons Bern sind, auf die BLS Netz AG übertragen.

## Mitholz-Tunnel
Im Juli 2006 wurde BLS AlpTransit AG der illegalen Schlammablagerung auf der Materialdeponie Mitholz bezichtigt und zur Zahlung von 7 Mio. Schweizer Franken an den Kanton Bern verpflichtet. Der neue Lawinenschutztunnel Mitholz hatte bereits zwei Jahre nach seiner Eröffnung für jeglichen Verkehr gesperrt werden müssen, da er einzustürzen drohte. Offenbar war der Druck des darüber abgelagerten Tunnelausbruchs zu hoch.